# ميرو تيكسيرا
ميرو تيكسيرا (بالبرتغالية: Miro Teixeira‏) هو صحفي ومحامي وسياسي برازيلي، ولد في 27 مايو 1945 في ريو دي جانيرو في البرازيل. حزبياً، نشط في حزب العمال البرازيلي. في 1986 Brazilian parliamentary election ‏، انتخب عضو مجلس النواب البرازيلي ‏ عن دائرة Rio de Janeiro ‏ وقد انضم خلال فترته النيابية ‏  للكتلة البرلمانية Sustainability Network ‏.